# Jaguares (banda)
Jaguares fue un supergrupo mexicano del Rock alternativo formada después de la separación de Caifanes por diferencias entre Saúl Hernández y Alejandro Marcovich. Es considerada como una de las bandas más importantes del rock mexicano de los 90s y 00s junto con Café Tacvba, Zoé y Molotov.
En lugar de empezar una carrera como solista, Hernández decidió formar otro conjunto musical. Por motivos legales fue imposible reutilizar el nombre "Caifanes" en el nuevo proyecto, así que se eligió "Jaguares" en su lugar. Sin embargo, los derechos de autor de varias piezas de Caifanes se mantuvieron en Jaguares por lo que el repertorio de esta tercera banda comúnmente incluye canciones de la agrupación previa.
Durante la trayectoria de Jaguares se publicaron seis álbumes de estudio, siendo el último de estos 45 editado en 2008. Esta banda se caracterizó por cambiar las formaciones musicales con cada trabajo discográfico, de acuerdo a las necesidades y el concepto musical desarrollado por Hernández, considerado el líder y compositor de casi todos los temas del grupo. Los miembros regulares fueron Hernández (Voz y guitarra) y Alfonso André (batería), ambos de Caifanes.
Finalmente, en 2011, una vez que la relación entre Hernández y Marcovich era nuevamente amigable, Jaguares hace una pausa indefinida para dar paso al retorno formal de Caifanes, entrando en pausa indefinida a finales de 2010.
Tras un largo retiro, para inicios del año 2019 los actuales integrantes de la banda hicieron formalmente el anuncio en redes sociales de una nueva alineación en el festival de música Machaca Fest el 22 de junio del mismo año.

## Historia
Tras el retiro de Caifanes en 1996, la casa disquera BMG propuso a Hernández comenzar una carrera como solista, con un primer disco producido por Adrian Belew. Sin embargo, él, quien siempre se había considerado como miembro de un grupo, decidió armar una nueva banda, constituida bajo el precepto de ser un taller creativo que, bajo la batuta de Hernández, alternaría músicos de un disco a otro.
La primera alineación del grupo fue extrapolada del proyecto alterno "La suciedad de las sirvientas puercas", participando José Manuel Aguilera en la guitarra principal, y Federico Fong al bajo, formación que simultáneamente iría desarrollando la formación de La Barranca.
La primera producción, El Equilibrio de los Jaguares sale a la venta en 1996. En esta grabación se aprecia la voz de Hernández afectada por la bronquitis. No obstante, el disco está considerado como de los de mayor calidad del grupo, y del género en México. Tiene un sonido bastante latino, un poco parecido al de El Nervio del Volcán, de Caifanes, pero con guitarras y producción diferentes a cargo de Don Was. Las canciones más conocidas fueron: «Detrás de los cerros», que muy pronto colocó al grupo en las preferencias del público, «Nunca te doblarás» y «Dime jaguar».
El segundo álbum, Bajo el azul de tu misterio (1999), sufre la primera alteración en la alineación del grupo con la incorporación de Sabo Romo en el bajo, César López y Jarris Margalli en las guitarras, la producción consta de dos discos, uno con grabaciones en concierto, tocando éxitos de ambas agrupaciones, y otro con 10 temas de estudio. Durante la grabación del disco, nació Zoey Hernández Adams, hija de Saúl Hernández, para quien escribió el tema Tú.
Posteriormente, y ya con una alineación fija (Saúl Hernández, César López y Alfonso André), la agrupación lanza tres discos más. En el 2001 BMG México, bajo la presidencia de Antonio Blanco, publicó el disco Cuando la sangre galopa, de corte alternativo, experimentando diversos estilos y considerado como un disco innovador. Este disco se caracteriza por tener un carácter en general más pesado, tanto en sus letras como en sus sonidos. Canciones como "Cuando la Sangre Galopa" o "Dime de un Amor que no ha sufrido" tienen un sonido del Hard Rock y Grunge, mientras hay otras canciones como "El Aislamiento con un sonido similar al Rock Psicodélico de los 60s y 70s parecido al de The Doors. Obtuvo en opinión de la página especializada "All Music" cuatro estrellas sobre un total de cinco.
En 2002 sale a la venta El primer instinto, consistente de versiones acústicas de canciones de Caifanes y Jaguares, y dos nuevos temas: "Arriésgate" y "No importa". Además, presenta un cover de Juan Gabriel que tuvo bastante difusión: "Te lo pido por favor".
Crónicas de un laberinto se convierte en el quinto trabajo de la banda; sale en el 2005 y es de corte más roquero y eléctrico, el cual no fue debidamente promocionado por su casa disquera. Canciones como "Mejor será" tienen un sonido pesado en ciertas partes rozando el sonido del Punk y el Metal, y otras como "Está muy Claro" tienen el sonido latino que siempre los ha acompañado. Así mismo, ese mismo año se incorporó Marco Rentería quien sería bajista y miembro oficial de la banda.
El 29 de agosto de 2008, Jaguares lanzó su último álbum de estudio, titulado 45. Gracias a él, la banda fue condecorada con el premio Grammy en la categoría de «Mejor álbum alternativo o rock» el 8 de febrero del 2009, así como también el Premio Grammy Latino al que estaban nominados.
La banda entró en estado de receso en el año 2010 ante el deseo de Saúl Hernández de proseguir con su carrera solista y tras formalizar el regreso de Caifanes.
El 14 de enero de 2019, se confirma el regreso de Jaguares para un solo concierto como parte del Machaca Fest 2019 en Monterrey, Nuevo León. Este concierto fue muy importante al ser el primero en el que tocan juntos José Manuel Aguilera y "El Vampiro" López, y tal véz, uno de los artistas más importantes en el Line Up de ese año, compartiendo escenario con artistas de talla internacional como Bad Bunny, Gwen Stefani y Los Ángeles Azules.

## Alineación

### Jaguares
Formación oficial
- Saúl Hernández – Voz y Guitarra (1996- actualidad)
- Alfonso André – Batería (1996 - actualidad)
- César «Vampiro» López – Guitarra Principal (1998- actualidad)
- Marco Rentería – Bajo (2005- actualidad)

Antiguos miembros
- José Manuel Aguilera - guitarra (1996 - 1997, 2019)
- Federico Fong - bajo (1996 - 1997, 2003 - 2005)
- Sabo Romo - bajo (1998 - 2000)
- Jarris Margalli - guitarra (1998 - 2000)
- Chucho Merchan - bajo (2001 - 2003)
- Diego Herrera - teclados (2008 - 2010)

### Miembros de apoyo
- Leonardo Muñoz - Percusiones (1996 - 2007)
- Graham Nash - Armónica (2002)

## Discografía
| Año de lanzamiento | Título                        | Discográfica |
| 1996               | El Equilibrio de los Jaguares | BMG/RCA      |
| 1999               | Bajo el azul de tu misterio   | BMG/RCA      |
| 2001               | Cuando la sangre galopa       | BMG/RCA      |
| 2002               | El Primer Instinto            | BMG/RCA      |
| 2005               | Crónicas de un Laberinto      | Sony/BMG     |
| 2008               | 45                            | EMI          |

### Sencillos
| Año  | Título               | Álbum                         |
| ---- | -------------------- | ----------------------------- |
| 1996 | Detrás de los cerros | El Equilibrio de los Jaguares |
| 1996 | Nunca te doblarás    | El Equilibrio de los Jaguares |
| 1996 | Dime jaguar          | El Equilibrio de los Jaguares |
| 1999 | Fin                  | Bajo el Azul de tu Misterio   |
| 1999 | Tú                   | Bajo el Azul de tu Misterio   |
| 2001 | Como tú              | Cuando la Sangre Galopa       |
| 2001 | La Vida no es Igual  | Cuando la Sangre Galopa       |
| 2002 | Te Lo Pido Por Favor | El Primer Instinto            |
| 2002 | No dejes que...      | El Primer Instinto            |
| 2002 | Quisiera ser alcohol | El Primer Instinto            |
| 2002 | Arriésgate           | El Primer Instinto            |
| 2005 | Hay amores que matan | Crónicas de un laberinto      |
| 2005 | La Forma             | Crónicas de un laberinto      |
| 2008 | Entre tus Jardines   | 45                            |
| 2008 | Alquimista           | 45                            |
| 2008 | Visible              | 45                            |

## Premios y nominaciones

### Grammy Awards
| Año  | Categoría               | Trabajo | Resultado |
| ---- | ----------------------- | ------- | --------- |
| 2009 | Mejor Álbum Rock Latino | 45      | Ganador   |

### Latin Grammy Awards
| Año  | Categoría                          | Trabajo | Resultado |
| ---- | ---------------------------------- | ------- | --------- |
| 2009 | Mejor Álbum Vocal Rock Grupo o Dúo | 45      | Ganador   |